# Енколпион
Енколпион (на старогръцки: ἐγ-κόλπιο(ς) – на гърди, зад пазвата) е ковчеже под формата на нагръден кръст за съхранение на мощи на светци или осветени предмети, фрагменти от просфора, пръст, дърво и други материали от светите места за поклонение, т.е. кръст, който има малък контейнер, в който може да се съхранява някаква реликва. За разлика от кръста върху тялото, енколпионът често се носи върху дрехите.
Симеон Солунски така обяснява значението на енколпиона: „Кръстът или енколпия, висящ на гърдите на епископа, означава печат и Изповед на вярата, а което виси на гърдите – означава изповед от дъното на сърцето“.

## Любопитно
Учени от Института по археология на Руската академия на науките и Курчатовския институт са изследвали староруски енколпиони. Неутронната томография, инфрачервената спектроскопия и други недеструктивни методи са позволили да се открият различни вложения между черупките на кръстовете. Противно на очакванията, в тях не са били открити костни останки, но са намерени фрагменти от плат, конци, коса и растения.